# مرغ طلایی ۳
مرغ طلایی ۳ (به انگلیسی Golden Chicken 3) یک فیلم سینمایی هنگ کنگی محصول سال ۲۰۱۴ در ژانر کمدی به کارگردانی مت چو و با بازی ساندرانگ و دانی ین است. 

## بازیگران
- ساندرا نگ به عنوان کام ، یک روسپی
- اندی لاو به عنوان خود (با عنوان "ناگهان ستاره ای")
- دونی ین به عنوان استاد ییپ
- لوئیز کو به عنوان جیانگمن لوئیز کو
- تونی لئونگ Ka-fai به عنوان استاد چان
- نیک چونگ به عنوان گوردون
- دایو وونگ به عنوان استاد سیزده
- شاون یو به عنوان فاحش خانه فاحشه خانه‌دار
- الیس چان به عنوان جکی
- رونالد چنگ به عنوان غارنمای عصر سنگ / ماک کی ، پادشاه گیگولوس
- چاپمن به عنوان تین چانگ ، فاحش خانه فاحشه گروهبان پلاستیک
- آنتونی وونگ به عنوان فاحش خانه فاحشه تنگ سلسله
- وایمن وونگ به عنوان تاکویا ، گیگولا ژاپنی
- ادیسون چن به عنوان Kan Poon Ngong Kau ، صاحب فاحشه ژاپنی است
- الکس به عنوان جوی ما ، یک دلال محبت
- لو هووی به عنوان آقای او یونگ
- چین کار لوک به عنوان آقای چان ، صاحب شرکت فاحش خانه فاحش است
- هینز چونگ به عنوان کینگ هین ، یک گیگولا
- چونگ سیو فی به عنوان برادر سیو فای
- ویلیام بنابراین به عنوان کونگ
- جیم چیم به عنوان برادر چای نگا ، گیاه‌شناس چینی و مشتری قدیمی کام
- فیونا بنام La Ma ، یک روسپی است
- النا کنگ به عنوان فروشنده فروش
- ایوانا وونگ به عنوان نگ لو ، یک روسپی در کام
- میشل وای به عنوان فا ، روسپی در کام